# Liste der Monuments historiques in Mœurs-Verdey
Die Liste der Monuments historiques in Mœurs-Verdey führt die Monuments historiques in der französischen Gemeinde Mœurs-Verdey auf.

## Liste der Immobilien
| Bezeichnung      | Beschreibung                                                    | Standort                      | Kennzeichnung | Schutzstatus | Datum | Bild           |
| ---------------- | --------------------------------------------------------------- | ----------------------------- | ------------- | ------------ | ----- | -------------- |
| Kirche St-Martin | aus der zweiten Hälfte des 16. Jahrhunderts, mit älteren Teilen | Mœurs, place St-Martin (Lage) | PA51000023    | Inscrit      | 2014  | weitere Bilder |